# Ulf Mellström
Ulf Mellström, född 1959, tillträdde i februari 2006 tjänsten som Sveriges förste manlige professor i genus och teknik, vid Luleå tekniska universitet. Han är också varit verksam som gästprofessor vid Linköpings universitet och är sedan 2011 professor i genusvetenskap vid Karlstads universitet. Han har arbetat inom framförallt tre områden; teknologi och maskulinitet; genus, risk och säkerhet; globalisering och högre utbildning. Mellström är sedan 2006 redaktör för Norma: International Journal for Masculinity Studies (2006-2013, Nordic Journal for Masculinity Studies). Han grundade också tidskriften 2006. 

## Böcker
- Engineering lives (1995)
- Män och deras maskiner (1999)
- Masculinity, Power and Technology (2003)
- Routledge International Handbook of Masculinity Studies, London, Routledge, 2020, med Lucas Gottzén och Tamara Shefer